# Théâtre des Arts de Rouen
Pour les articles homonymes, voir Théâtre des Arts.
Pour la station de tramway, voir Théâtre des Arts (tramway de Rouen).
Résidence
Le Théâtre des Arts est l'une des deux salles de l'Opéra de Rouen Normandie. Avec ses 1 300 places et sa grande scène de 16 mètres d’ouverture, il sert de résidence historique à l'Opéra de Rouen Normandie. Inauguré en 1962, ce troisième bâtiment fut construit à quelques rues du tout premier théâtre des Arts de 1776. 
C'est aujourd’hui la maison de l'Orchestre de l'Opéra de Rouen, où se tiennent les concerts symphoniques, mais aussi les représentations d'opéra, de danse et de théâtre musical.

## Historique

### Précédents théâtres

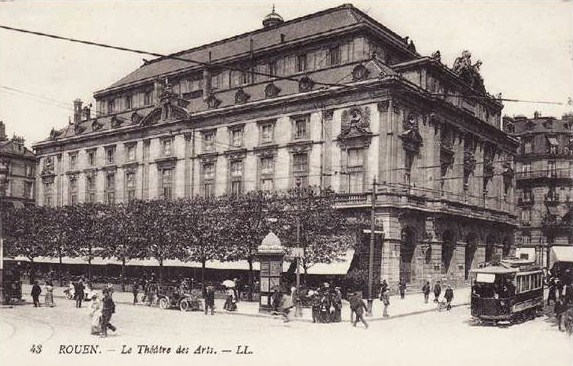
Le Théâtre des Arts, bombardé en 1944.

Le premier Théâtre des Arts est construit par l'architecte François Guéroult entre 1774 et 1776. Il occupe alors un terrain situé à l'emplacement des rues Grand-Pont et Charrettes actuelles. Celui-ci est inauguré le 29 juin 1776 avec Le Cid de Corneille. Le décor du plafond est peint par Jean-Baptiste Lemoyne ; le thème retenu est l'apothéose de Corneille couronné par la Tragédie. Le théâtre est détruit par un incendie le 25 avril 1876,.
Un bâtiment neuf est construit sur les plans de l'architecte Louis Sauvageot. Il est inauguré en 1882 sur les ruines du précédent. Il brûle à nouveau, partiellement, dans l'incendie du quartier au moment de la prise de la ville par l'armée allemande le 9 juin 1940. Il est gravement endommagé par les bombardements alliés du 31 mai et du 4 juin 1944 durant la Semaine rouge.

### Théâtre actuel
La ville de Rouen décide la démolition totale et définitive du théâtre Sauvageot et sa reconstruction au bas de la rue Jeanne-d'Arc. Le projet d'un nouveau théâtre doit attendre la signature de la convention des « dommages de guerre » pour que commencent les études. Sa construction s'étale de 1952 à 1962, à un emplacement différent, assurée par les architectes Jean Maillard et Robert Levasseur, en collaboration avec le scénographe Pierre Sonrel et l'entreprise Georges Lanfry. Interrompus en 1954 à cause des réductions de crédits, les travaux ne reprennent qu'en 1958. Le projet d'origine est toutefois considérablement modifié : les plans sont revus et voient la suppression d'une grande salle de musique de 500 places au-dessus du foyer. L'inauguration a lieu le 11 décembre 1962 en présence du maire Bernard Tissot et de son adjoint aux Beaux-Arts, le docteur Rambert. Le hall et la grande salle sont alors ornés de lustres et d'appliques dus à Gilbert Poillerat.
Sur le parvis se trouve depuis 1962 la statue en bronze de Corneille par David d'Angers. Jusqu'à la Seconde Guerre mondiale, cette œuvre se trouvait à l'extrémité de l'île Lacroix, au pied du pont Pierre-Corneille. C'est une des seules statues de bronze de la ville avec celles de Napoléon, de Jean-Baptiste de La Salle de Falguière et de François-Adrien Boieldieu, à n'avoir pas été fondue sous le régime de Vichy, dans le cadre de la mobilisation des métaux non ferreux. En effet, le palan destiné à enlever l'œuvre de son emplacement initial ayant cédé, la statue est tombée dans la vase au pied du pont. On l'a découpée pour l'évacuer, puis remontée, mais le camion destiné à l'emmener est tombé en panne. La fin de la guerre est arrivée, ne nécessitant plus son transfert.
Jean Lecanuet inaugure le théâtre des Arts rénové en 1993.
De 2005 à 2006, le « bloc scène » est entièrement rénové.
En 2012, l'Opéra de Rouen Normandie célèbre le cinquantenaire de la construction du bâtiment. À cette occasion, un appel à témoins est lancé afin de récolter des archives (images, films, programmes…). En septembre 2023, l'opéra Carmen est au programme de l'Opéra dans une version identique de l'originale de 1875, avec les costumes, les décors et la mise en scène de l’époque.

## Accessibilité
Ce site est desservi par la station de métro Théâtre des Arts  ainsi que par la station Lovélo du même nom.

### Bases de données
- Yannick Simon, « Offenbach au Théâtre des Arts de Rouen (1858-1914) », Dezède,‎ 24 octobre 2018 (ISSN 2269-9473, lire en ligne, consulté le 20 mars 2021) Inventaire de 368 événements
- Joann Élart et Yannick Simon, « Théâtre des Arts de Rouen des origines à nos jours (1776-2020) », Dezède,‎ 13 juin 2013 (ISSN 2269-9473, lire en ligne, consulté le 20 mars 2021) Inventaire d'environ 16.000 événements
- Marion Blanc, Joann Élart et Yannick Simon, « L’Orchestre de l’Opéra de Rouen Normandie (1998-2020) », Dezède,‎ 15 février 2013 (ISSN 2269-9473, lire en ligne) Ce dossier rassemble les programmes des spectacles donnés par l’Orchestre de l’Opéra de Rouen Normandie depuis sa création en 1998 jusqu'en 2020.